# NGC 2728
NGC 2728 je galaksija u zviježđu Raku.

## Vanjske poveznice
- SEDS: NGC 2728